# 克雷西-奥芒库尔
克雷西-奥芒库尔（法語：Cressy-Omencourt，法語發音：[kʁesi ɔmɑ̃kuʁ]）是法国上法蘭西大區索姆省的一个市镇，属于蒙迪迪耶区。该市镇于1826年由原市镇克雷西（Cressy）和奥芒库尔（Omencourt）合并而成。

## 地理
克雷西-奥芒库尔（49°43'19"N, 2°54'41"E）面积7.67 平方千米，位于法国上法蘭西大區索姆省，该省份为法国北部沿海省份，北起加来海峡省和北部省，西接滨海塞纳省和大西洋英吉利海峡，南至瓦兹省，东临埃纳省。
与克雷西-奥芒库尔接壤的市镇（或旧市镇、城区）包括：比亚尔、奥尼奥勒、索朗特、比扬库尔、埃尔舍、朗格瓦桑-基克里、穆瓦延库尔。
克雷西-奥芒库尔的时区为UTC+01:00、UTC+02:00（夏令时）。

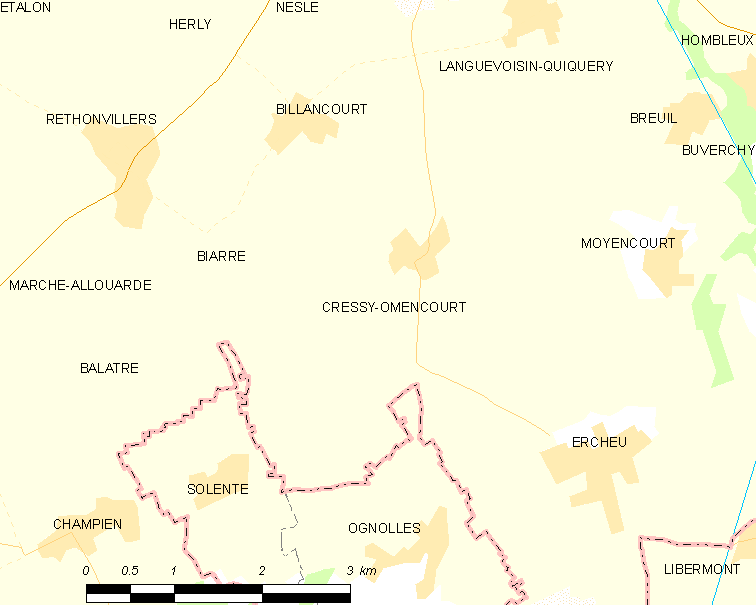
克雷西-奥芒库尔的OSM定位图

## 行政
克雷西-奥芒库尔的邮政编码为80190，INSEE市镇编码为80224。

## 政治
克雷西-奥芒库尔所属的省级选区为鲁瓦县。

## 人口

1962-2008年间克雷西-奥芒库尔人口变化图示

克雷西-奥芒库尔于2022年1月1日时的人口数量为126人。